# SoFi
SoFi Technologies, Inc. (comumente conhecida como SoFi) é uma empresa americana de finanças pessoais e banco online. Com sede em São Francisco, a SoFi fornece produtos financeiros, incluindo refinanciamento de empréstimos para estudantes e automóveis, hipotecas, empréstimos pessoais, cartão de crédito, investimentos e serviços bancários por meio de aplicativos móveis e interfaces de desktop.

## História
SoFi, abreviação de Social Finance Inc., foi fundada no verão de 2011 por Mike Cagney, Dan Macklin, James Finnigan e Ian Brady, quatro estudantes que se conheceram na Stanford Graduate School of Business. Os fundadores esperavam que a SoFi pudesse fornecer opções mais acessíveis para aqueles que contraem dívidas para financiar a sua educação. O programa inaugural de empréstimos da empresa foi piloto em Stanford; para este programa piloto, 40 ex-alunos emprestaram cerca de US$ 2 milhões a aproximadamente 100 alunos, por uma média de US$ 20.000 por aluno.
Em setembro de 2012, a SoFi levantou US$ 77,2 milhões, liderada pela Baseline Ventures, com participação da DCM e da Renren.
Em 2 de outubro de 2013, a SoFi anunciou que havia levantado US$ 500 milhões em dívidas e patrimônio para financiar e refinanciar empréstimos estudantis. Este montante total de financiamento veio de US$ 90 milhões em capital próprio, US$ 151 milhões em dívidas e US$ 200 milhões em participações bancárias, com o capital restante vindo de ex-alunos e investidores comunitários. A dívida de US$ 151 milhões inclui uma linha de crédito de US$ 60 milhões do Morgan Stanley e uma linha de crédito de US$ 41 milhões do Bancorp.
Em novembro de 2013, a SoFi anunciou um acordo com o Barclays e o Morgan Stanley para criar um título garantido por empréstimos estudantis peer-to-peer, o que criaria a primeira securitização desses empréstimos a receber uma classificação de crédito.
Em fevereiro de 2015, a empresa anunciou uma rodada de financiamento de US$ 200 milhões liderada pela Third Point Management. Nesse mesmo mês, a empresa passou oficialmente a oferecer empréstimos pessoais. Em março de 2015, a empresa oferecia hipotecas em mais de 20 estados, desde seu lançamento inicial, que incluía menos de dez estados em outubro de 2014. Em abril de 2015, a empresa havia financiado mais de US$ 2 bilhões em empréstimos, incluindo refinanciamento de empréstimos estudantis, hipotecas, empréstimos pessoais e empréstimos para MBA. Em setembro de 2015, a empresa também levantou uma rodada de investimentos de US$ 1 bilhão do SoftBank e disse que havia financiado US$ 4 bilhões em empréstimos.
Em maio de 2016, a SoFi se tornou a primeira startup de credores online a receber uma classificação AAA da Moody's. Em setembro de 2016, a SoFi lançou o SoFi at Work, um programa de benefícios aos funcionários para reduzir a dívida estudantil e construir o bem-estar financeiro, e anunciou que tem mais de 600 parceiros corporativos.
Em fevereiro de 2019, a FTC anunciou a aprovação da ordem de consentimento final sob a qual a SoFi está proibida de deturpar aos consumidores quanto dinheiro os consumidores economizarão ou economizaram usando seus produtos e de fazer quaisquer reivindicações sobre tais economias, a menos que as reivindicações sejam respaldadas. com evidências confiáveis. A ordem expira em 22 de fevereiro de 2039, ou 20 anos a partir da data mais recente de apresentação de uma queixa pela Comissão no tribunal federal, relatando qualquer má conduta que ocorra posteriormente.
Em maio de 2019, a SoFi fechou US$ 500 milhões em uma única rodada de financiamento liderada pela Qatar Investment Authority. Em setembro de 2019, a SoFi assinou um contrato de 20 anos com o Los Angeles Rams e o Los Angeles Chargers da National Football League (NFL) pelos direitos do nome do SoFi Stadium em Inglewood, Califórnia. O acordo, que vale US$ 30 milhões anualmente, é um recorde para qualquer naming rights para um local esportivo.
Em abril de 2020, a SoFi adquiriu a empresa de pagamentos Galileo, de Salt Lake City, por US$ 1,2 bilhão em ações e dinheiro, e o aplicativo de investimento 8 Securities, com sede em Hong Kong.
A SoFi se fundiu com uma SPAC para abrir o capital com uma avaliação de US$ 9 bilhões no final do primeiro trimestre de 2021. Depois de abrir o capital, o valor geral da SoFi aumentou mais de 12%.
Em janeiro de 2022, a SoFi recebeu a aprovação do OCC para uma licença de banco nacional. Em fevereiro de 2022, a SoFi comprou o Golden Pacific Bancorp, proprietário do Golden Pacific Bank, com sede em Sacramento, por US$ 22,3 milhões. Isso permite que a SoFi retenha empréstimos para investimento, em vez de vendê-los a investidores externos. O pedido de autorização bancária anterior foi abandonado com esta compra.
Em 3 de março de 2023, a SoFi processou a administração Biden para bloquear a pausa no pagamento do empréstimo estudantil, dizendo que isso estava prejudicando seus negócios.

## Modelo
A SoFi utilizou originalmente um modelo de empréstimo financiado por ex-alunos que conectava estudantes e recém-formados a ex-alunos e investidores institucionais por meio de fundos de empréstimos estudantis específicos para escolas. Os investidores receberam retorno financeiro e os mutuários receberam taxas inferiores às oferecidas pelo governo federal. A empresa procurou minimizar a inadimplência concentrando-se em estudantes e graduados de baixo risco.
À medida que as ofertas de produtos da SoFi se expandiram para incluir hipotecas, refinanciamento de hipotecas e empréstimos pessoais, a empresa passou de um modelo financiado por ex-alunos para uma abordagem de subscrição não tradicional focada em empréstimos a indivíduos financeiramente responsáveis.

## Produtos

### Empréstimo
Empréstimos pessoais, empréstimos estudantis, empréstimos residenciais e refinanciamento de empréstimos fazem parte dos serviços de empréstimo da SoFi. Com mais de US$ 6 bilhões em empréstimos emitidos, a SoFi se tornou um dos maiores credores do mercado. Eles continuam a manter uma política de isenção de taxas para seus empréstimos, além dos juros.
Negociação de criptomoedas
Em fevereiro de 2019, a SoFi lançou uma parceria com a Coinbase para oferecer negociação de criptomoedas. SoFi oferece negociação de Bitcoin, Ethereum, Litecoin e mais de 17 outros ativos criptográficos para usuários em todos os estados dos EUA, exceto Havaí, Nova Jersey e Virgínia Ocidental. As transações de criptomoeda são um dos únicos produtos da SoFi que cobram taxas.

### Bancário
SoFi oferece uma conta de gerenciamento de caixa online que atua como uma conta corrente/poupança híbrida. Eles obtêm seguro FDIC por meio de seus bancos parceiros.
Em julho de 2020, a SoFi lançou uma parceria com o Samsung Pay para lançar o Samsung Money by SoFi, uma conta corrente/poupança de gestão de caixa, com cartão de débito digital e físico.
No final de 2020, a SoFi lançou o seu primeiro cartão de crédito, com o objetivo de incentivar hábitos financeiros saudáveis.

### Seguro
A SoFi fez parceria com diversas seguradoras terceirizadas, como a Lemonade, Inc., para oferecer seguro de vida, seguro automóvel, seguro residencial e seguro para locatários.